# Heartland FC
Heartland FC to nigeryjski klub piłkarski z siedzibą w mieście Owerri obecnie grający w pierwszej lidze. Klub został założony pod nazwą Spartans FC, a potem zmienił jeszcze nazwę na Iwuanyanwu Nationale. Obecną nazwę nosi od 2006 roku. Największym sukcesem klubu było wywalczenie 4 razy z rzędu tytułu mistrza Nigerii w latach 1987–1990. Heartland domowe mecze rozgrywa na stadionie Dan Anyiam Stadium, który może pomieścić około 10 tysięcy widzów.

## Sukcesy
- Mistrzostwo Nigerii: 1987, 1988, 1989, 1990, 1993
- Puchar Nigerii: 1988
- Finalista Pucharu Nigerii: 1989, 1999
- Finalista Afrykańskiej Ligi Mistrzów: 1988

## Znani byli zawodnicy
- Abiodun Baruwa
- Vincent Enyeama
- Emeka Ifejiagwa
- Benedict Iroha
- Nwankwo Kanu
- Chidi Nwanu
- Paul Obiefule
- Uche Okechukwu
- Isaac Okoronkwo
- Thompson Oliha
- Mobi Oparaku
- Ikechukwu Uche
- Kalu Uche